# Гамильтон (округ, Индиана)
Га́мильтон (англ. Hamilton County) — округ в штате Индиана, США. Официально образован в 1823 году. По состоянию на 2013 год, численность населения составляла 296 693 человека.

## География
По данным Бюро переписи США, общая площадь округа равняется 1042,321 км², из которых 1021,160 км² суша и 21,160 км² или 2,030 % это водоёмы.

## Население
По данным переписи населения 2000 года в округе проживает 182 740 жителей в составе 65 933 домашних хозяйств и 50 834 семей. Плотность населения составляет 177,00 человек на км2. На территории округа насчитывается 69 478 жилых строений, при плотности застройки около 67,00 строений на км2. Расовый состав населения: белые — 94,38 %, афроамериканцы — 1,54 %, коренные американцы (индейцы) — 0,17 %, азиаты — 2,44 %, гавайцы — 0,04 %, представители других рас — 0,54 %, представители двух или более рас — 0,90 %. Испаноязычные составляли 1,59 % населения независимо от расы.
В составе 43,70 % из общего числа домашних хозяйств проживают дети в возрасте до 18 лет, 67,50 % домашних хозяйств представляют собой супружеские пары проживающие вместе, 7,00 % домашних хозяйств представляют собой одиноких женщин без супруга, 22,90 % домашних хозяйств не имеют отношения к семьям, 18,60 % домашних хозяйств состоят из одного человека, 5,00 % домашних хозяйств состоят из престарелых (65 лет и старше), проживающих в одиночестве. Средний размер домашнего хозяйства составляет 2,75 человека, и средний размер семьи 3,16 человека.
Возрастной состав округа: 30,80 % моложе 18 лет, 5,60 % от 18 до 24, 34,90 % от 25 до 44, 21,20 % от 45 до 64 и 21,20 % от 65 и старше. Средний возраст жителя округа 34 лет. На каждые 100 женщин приходится 96,80 мужчин. На каждые 100 женщин старше 18 лет приходится 93,50 мужчин.
Средний доход на домохозяйство в округе составлял 71 026 долларов, на семью — 80 239 долларов. Среднестатистический заработок мужчины составлял 56 638 долларов против 34 807 долларов для женщины. Доход на душу населения составлял 33 109 долларов. Около 2,00 % семей и 2,90 % общего населения находились ниже черты бедности, в том числе — 2,80 % молодежи (тех, кому ещё не исполнилось 18 лет) и 3,80 % тех, кому было уже больше 65 лет.